# Jo Siffert
Joseph «Jo» Siffert (* 7. Juli 1936 in Freiburg im Üechtland, Schweiz; † 24. Oktober 1971 in Brands Hatch, Vereinigtes Königreich) war ein Schweizer Motorrad- und Automobilrennfahrer, der hauptsächlich in der Formel 1 und bei Sportwagenrennen startete.

## Der Einstieg in den Rennsport

Dasselbe Helmdesign verwendete Siffert bereits 1957 bei Motorradrennen, und auch später bei seinen Integralhelmen

Siffert wuchs in der damals ärmlichen Unterstadt von Fribourg auf. Bereits als Kind besuchte «Seppi» Siffert mit seinem Vater, der dort einen unrentablen Milchladen führte, Motorsportveranstaltungen in der Schweiz. Fasziniert von den Fahrern jener Zeit, wollte er selbst Rennfahrer werden. Da seine Eltern ihm diesen Sport nicht finanzieren konnten, versuchte Siffert schon während seiner Schulzeit zunächst als Altmetall- und Lumpensammler das nötige Geld zu verdienen. Nach der Schule machte er eine Lehre als Karosseriespengler und stieg in den Gebrauchtwagenhandel ein.
Mitte der 1950er Jahre lernte Siffert bei einem Motorradrennen den Fahrer Michel Piller kennen, der sein Talent erkannte und ihn in seiner Anfangszeit unterstützte. 1957 startete er mit einer alten Gilera Pillers recht erfolgreich bei einigen Schweizer Motorradrennen in der 125-cm³-Klasse, 1958 fuhr er eine 350-cm³-A.J.S., 1959 wurde er Schweizer Motorradmeister in der Klasse bis 350 cm³. Ebenfalls 1959 nahm Siffert als Beifahrer seines Landsmanns Edgar Strub am Grossen Preis von Frankreich für Motorräder in Clermont-Ferrand auf BMW in der Gespann-Klasse teil und erreichte den dritten Platz. Eine Woche zuvor hatten die beiden bereits den Grand Prix von Finnland, der in diesem Jahr noch nicht zur Weltmeisterschaft zählte, und das Eläintarhanajo gewonnen.
Im Jahr 1960 wechselte Siffert vom Motorrad- zum Automobilrennsport. Er kaufte sich einen gebrauchten Stanguellini-Rennwagen, mit dem er bei Bergrennen und Slaloms an den Start ging. Die Saison verlief so erfolgreich, dass Siffert sein eigenes Rennteam gründete und für das nächste Jahr einen Lotus Formel Junior kaufte. Auf Anhieb wurde er 1961 punktgleich mit dem Südafrikaner Tony Maggs Formel-Junior-Europameister.

## Sportwagen
Neben seinen Einsätzen im Formelsport bestritt Siffert in den 1960er Jahren zahlreiche Sportwagen- und Langstreckenrennen. 1961 beendete er sein erstes 1000-km-Rennen auf dem Nürburgring mit einem geliehenen Ferrari 500 auf dem dritten Platz. Mit diesen Erfolgen machte er sich einen Namen in der Motorsportszene, und die Siegprämien halfen ihm bei der Finanzierung seines Rennteams. 1965 startete Siffert mit einem Maserati erstmals beim 24-Stunden-Rennen von Le Mans, schied aber wegen eines technischen Defekts aus. Schon im folgenden Jahr wurde er mit einem vom Werk eingesetzten Porsche 906 Sieger der 2-Liter-Klasse und Vierter im Gesamtklassement.
Von 1967 bis 1969 ging er zusätzlich zu den Formelsport-Meisterschaften für das Porsche-Werksteam bei der Sportwagen-Weltmeisterschaft an den Start. Mit seinen Teamkollegen Hans Herrmann und Brian Redman erzielte Siffert zahlreiche Siege und Podiumsplätze bei den Klassikern der Langstreckenrennen. So gewann er 1968 auf Porsche 907 das 24-Stunden-Rennen von Daytona (mit Hans Herrmann, Vic Elford, Rolf Stommelen, Jochen Neerpasch), das 12-Stunden-Rennen von Sebring und das 1000-km-Rennen auf dem Nürburgring (mit Vic Elford). 1969 folgten Siege bei den 1000-km-Rennen auf dem Nürburgring, von Monza und Spa-Francorchamps sowie der vierte Gesamtrang in der CanAm-Serie auf einem neuen Porsche 917 PA Spyder.
1970 und 1971 dominierte Porsche, aber die markeninternen Duelle mit oder gegen Vic Elford oder Pedro Rodríguez waren spannend. Siffert gewann mit Brian Redman auf einem vom Gulf Team eingesetzten leichten Porsche 908 die legendäre Targa Florio und mit dem leistungsstärkeren Porsche 917 die 1000-km-Rennen von Spa und Zeltweg.

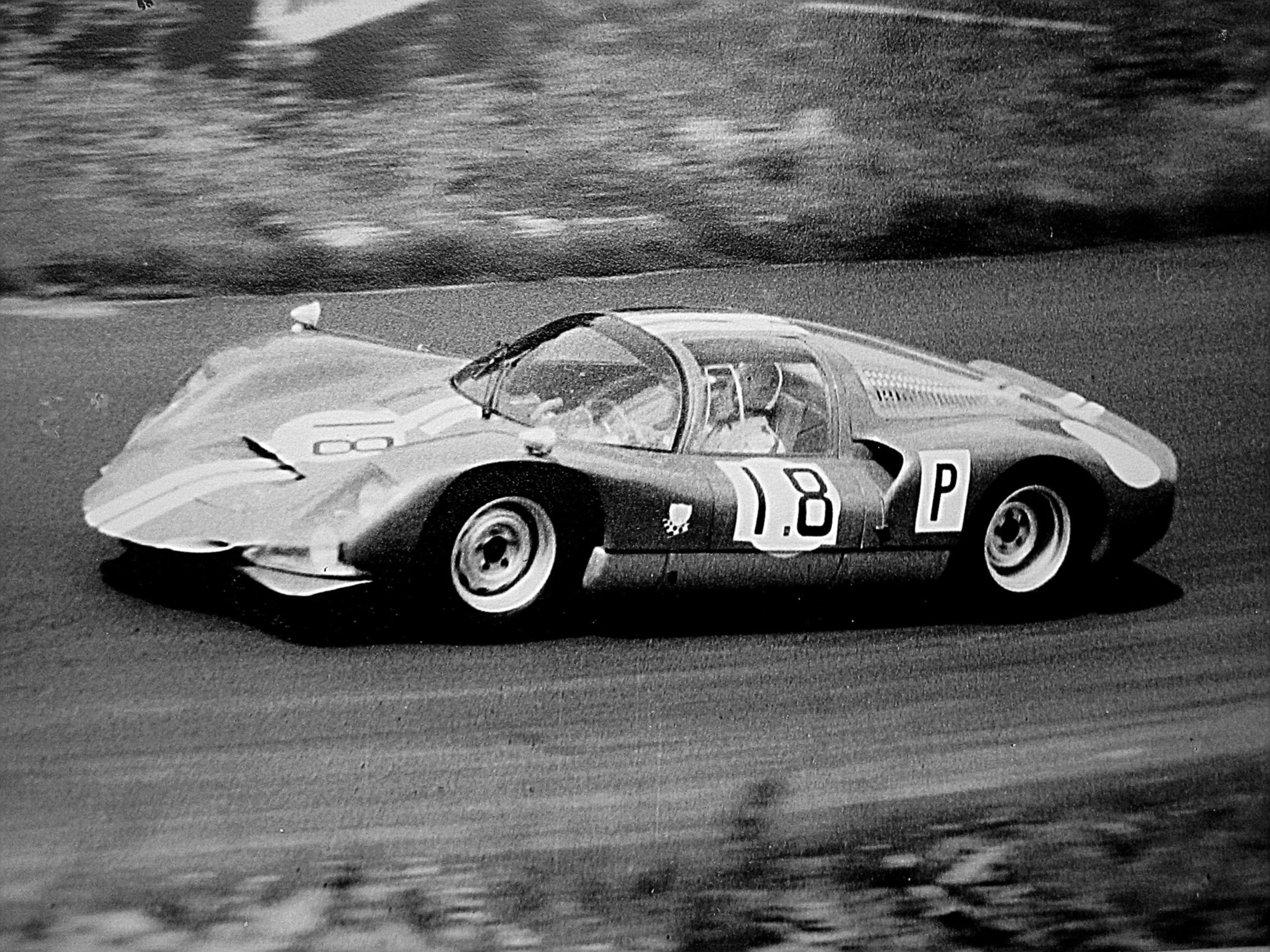
Jo Siffert 1966 im Porsche 906
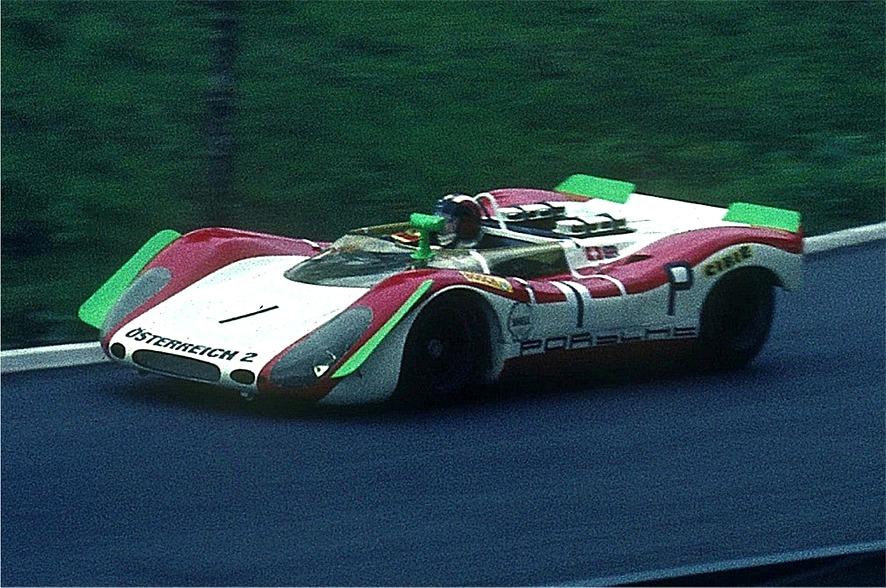
Jo Siffert 1969 im Porsche 908 Spyder
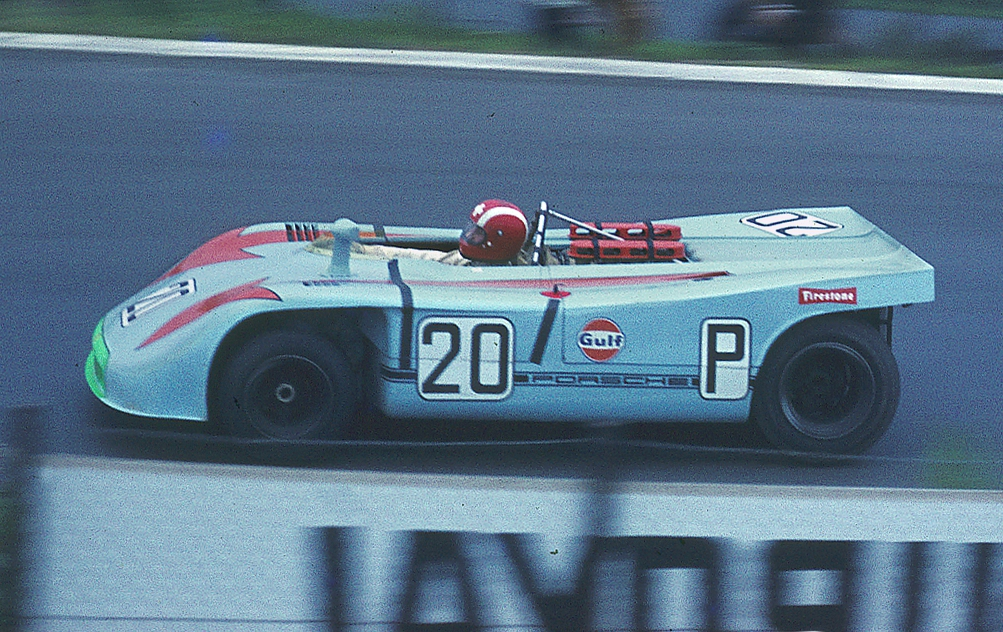
Jo Siffert 1970 im Porsche 908.03 beim 1000-km-Rennen
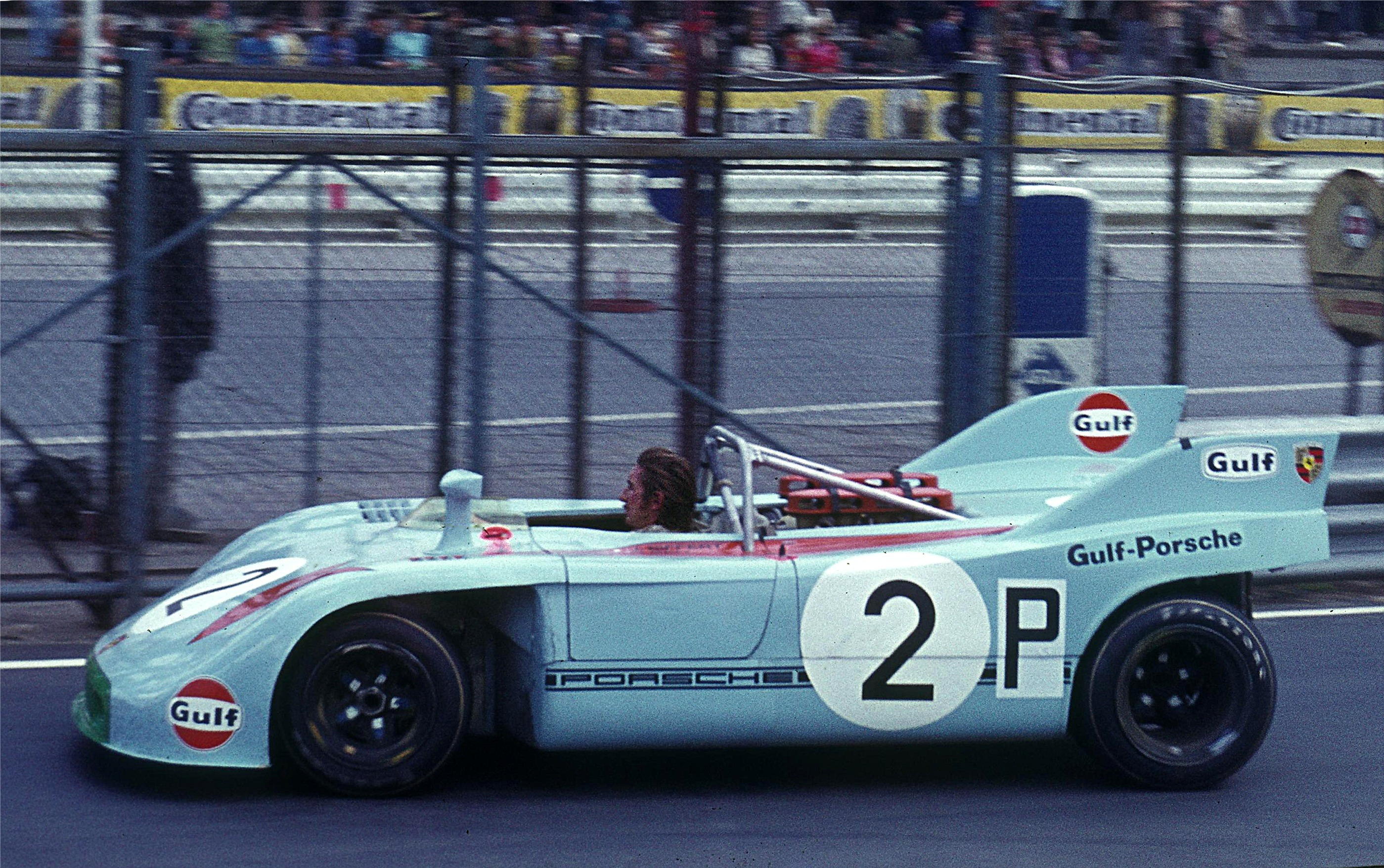
… und im Porsche 908.03 beim Training 1971 auf dem Nürburgring
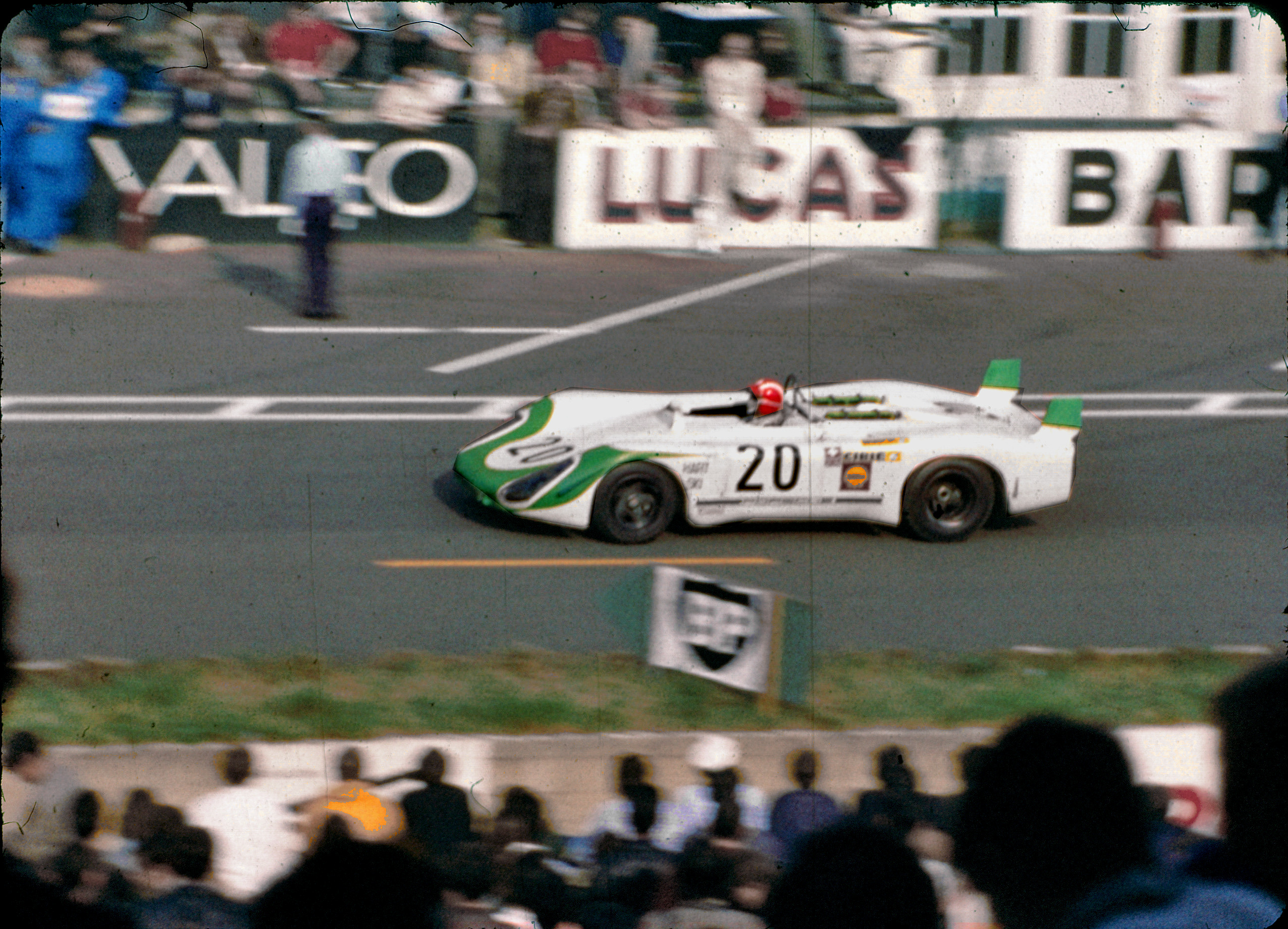
Am Steuer eines Porsche 908/2 Langheck 1969 in Le Mans

## Formel 1
1962 erhielt Siffert vom neu gegründeten Schweizer Ecurie Filipinetti Team die Möglichkeit, in die Formel 1 einzusteigen. Beim Grossen Preis von Belgien konnte er sich mit einem Lotus-Climax für seinen ersten Formel-1-Grand-Prix qualifizieren und das Rennen als Zehnter beenden. Die Saison 1963 begann nicht vielversprechend. Nachdem er häufig wegen technischer Pannen Rennen nicht bestreiten konnte, kam es nach dem Grossen Preis von Monaco zum Zerwürfnis mit dem Team. Er musste sich sowohl aus seinem Vertrag freikaufen als auch den Lotus 24 übernehmen. Mit diesem Rennwagen bestritt er, wieder als Fahrer seines eigenen Siffert Racing Team, die folgenden Formel-1-Rennen und einige Bergrennen. Für die Saison 1964 kaufte er sich bei Brabham einen Formel-1-Wagen mit B.R.M.-Motor. Trotz einigen Erfolgen konnte er gegen Saisonende die Teilnahme an den Überseerennen in den USA und in Mexiko nicht finanzieren. Um dennoch starten zu können, liess Siffert sich als dritter Fahrer für das Rob Walker Racing Team verpflichten und lackierte seinen Wagen in die Teamfarbe Blau um. Den Grossen Preis der USA konnte er hinter Graham Hill und John Surtees mit einem Podiumsplatz beenden. 

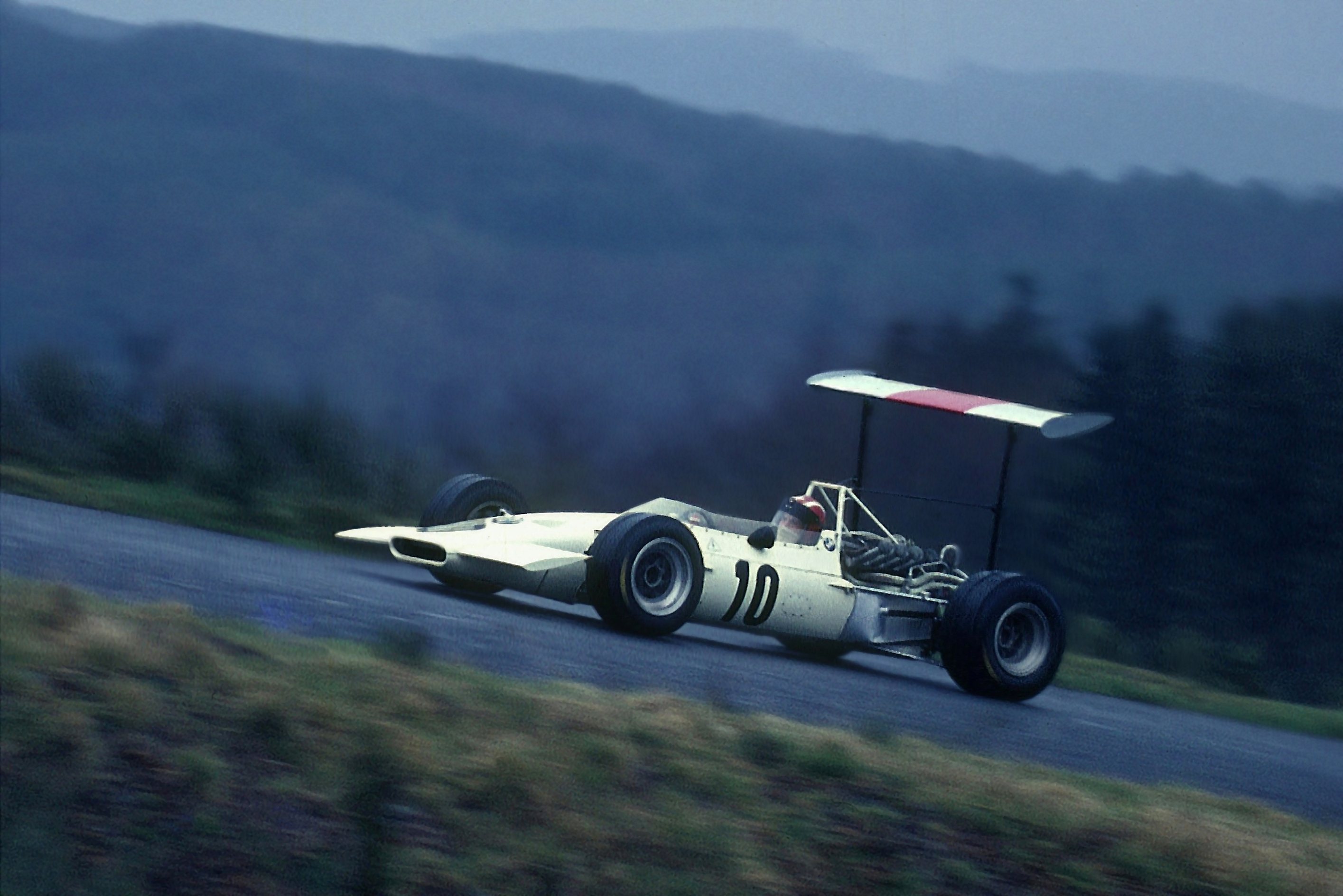
Jo Siffert 1969 im Formel-2-BMW T102

Zusätzlich nahm Siffert für sein Team ab 1964 auch an Formel-2-Rennen teil. 1967 wurde er Werksfahrer für das BMW-F2-Team.
Ab 1965 startete er regulär für das Rob-Walker-Racing-Team. Sifferts erster grosser Erfolg in der Formel 1 war der Sieg im Grossen Preis von Grossbritannien 1968 in Brands Hatch vor Chris Amon und Jacky Ickx auf Lotus-49-Cosworth. Am Ende der Saison wurde er in der Meisterschaft Siebter. 1970 wechselte er für ein Jahr zu March. Da Siffert dort aber keinen konkurrenzfähigen Wagen hatte und keine Erfolge einfahren konnte, wechselte er für die Saison 1971 zu B.R.M. Seine letzte Formel-1-Saison sollte auch seine erfolgreichste werden. Er gewann mit dem Zwölfzylinder-BRM-P160 den Grossen Preis von Österreich und wurde beim Grossen Preis der USA hinter François Cevert Zweiter. In der Weltmeisterschaft belegte er den fünften Platz.

## Unfall und Tod

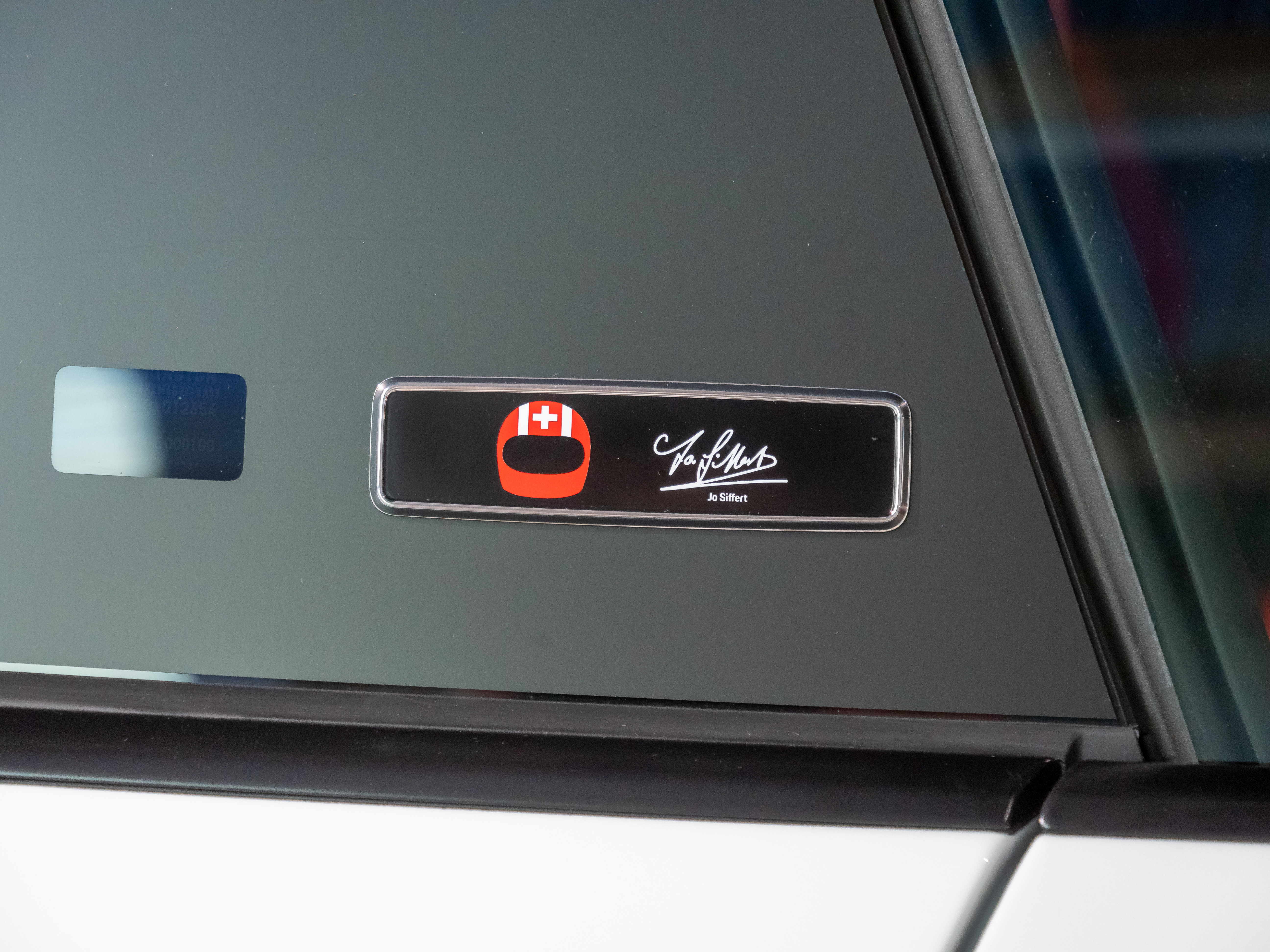
Helmdesign und Unterschrift Sifferts auf einer Porsche-Sonderedition

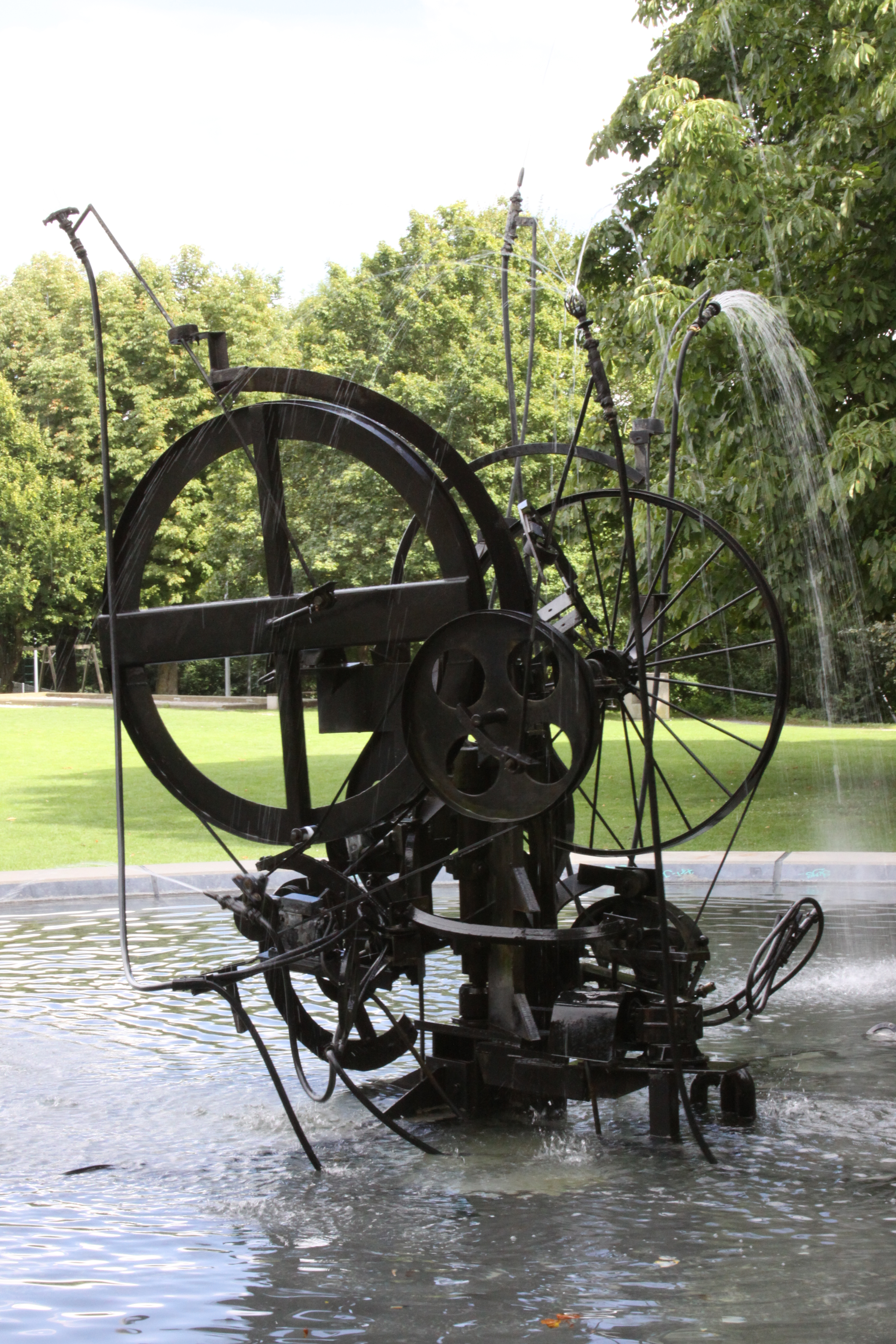
Jo-Siffert-Brunnen von Jean Tinguely

Am 24. Oktober 1971 startete Siffert bei einem Formel-1-Rennen ohne Weltmeisterschaftsstatus, dem World Championship Victory Race (zu Ehren des schon feststehenden WM-Siegers) in Brands Hatch, seinem 41. Autorennen in diesem Jahr. Siffert hatte in der Startphase eine zunächst harmlos erscheinende Kollision mit Ronnie Peterson. Er setzte das Rennen fort, bis in der 15. Runde bei hoher Geschwindigkeit, entweder als Folge des Unfalls oder durch einen Materialdefekt, eine Radaufhängung brach. Der B.R.M traf einen Erdwall, überschlug sich und begann zu brennen. Der bewusstlose und mit gebrochenen Beinen eingeklemmte Siffert starb an Sauerstoffmangel und Rauchgasvergiftung.
Bei seiner Beerdigung säumten rund 50'000 Menschen die Strassen Freiburgs. Dies war eine der grössten Trauerfeiern, die es je in der Schweiz gab. Postum wurde Jo Siffert 1971 zum Schweizer Sportler des Jahres gewählt. Im Juni 1984 wurde zu seinem Andenken der Jo-Siffert-Brunnen («Fontaine Jo Siffert») eingeweiht, ein Geschenk seines Freundes Jean Tinguely an die Stadt Freiburg.

## Familie
Jo Siffert war zweimal verheiratet, von 1963 bis 1969 mit Sabine, geb. Eicher. 1970 heiratete er Simone Guhl, die Mutter seiner Kinder Veronique und Philippe. Sein Sohn Philippe sowie sein Enkel Jérémy wurden ebenfalls Autorennfahrer.

## Reportagen
Im Magazin des Zürcher Tages-Anzeigers (1972, Nr. 5) veröffentlichte Niklaus Meienberg eine Reportage über das Leben Jo Sifferts (siehe Literatur). Roger Benoit, ein damaliger Formel-1-Reporter und guter Bekannter oder sogar Freund Sifferts, veröffentlichte 2005 eine Gedenkserie in der Schweizer Zeitung Blick (siehe Weblinks).

## Film
Jo Siffert – Live fast, die young heisst der Dokumentarfilm des Bündners Men Lareida, der den Mythos um den Schweizer Rennfahrer neu aufleben liess. Der Film wurde in der Schweiz produziert und startete in der Deutschschweiz am 22. Dezember 2005.

## Statistik

### Statistik in der Automobil-Weltmeisterschaft
Diese Statistik umfasst alle Teilnahmen des Fahrers an der Automobil-Weltmeisterschaft, die heutzutage als Formel-1-Weltmeisterschaft bezeichnet wird.

#### Grand-Prix-Siege
- 1968:  Großbritannien (Brands Hatch)
- 1971:  Österreich (Spielberg)

#### Gesamtübersicht
| Saison | Team                                  | Chassis      | Motor                | Rennen | Siege | Zweiter | Dritter | Poles | schn. Rennrunden | Punkte | WM-Pos. |
| ------ | ------------------------------------- | ------------ | -------------------- | ------ | ----- | ------- | ------- | ----- | ---------------- | ------ | ------- |
| 1962   | Ecurie Filipinetti                    | Lotus 21     | Climax 1.5 L4        | 2      | −     | −       | −       | −     | −                | −      | −       |
| 1962   | Ecurie Filipinetti                    | Lotus 24     | BRM 1.5 V8           | 1      | −     | −       | −       | −     | −                | −      | −       |
| 1963   | Siffert Racing Team                   | Lotus 24     | BRM 1.5 V8           | 9      | −     | −       | −       | −     | −                | 1      | 14.     |
| 1964   | Siffert Racing Team                   | Lotus 24     | BRM 1.5 V8           | 1      | −     | −       | −       | −     | −                | 7      | 10.     |
| 1964   | Siffert Racing Team                   | Brabham BT11 | BRM 1.5 V8           | 7      | −     | −       | −       | −     | −                | 7      | 10.     |
| 1964   | Rob Walker Racing Team                | Brabham BT11 | BRM 1.5 V8           | 2      | −     | −       | 1       | −     | −                | 7      | 10.     |
| 1965   | Rob Walker Racing Team                | Brabham BT11 | BRM 1.5 V8           | 10     | −     | −       | −       | −     | −                | 5      | 12.     |
| 1966   | Rob Walker Racing Team                | Brabham BT11 | BRM 2.0 V8           | 1      | −     | −       | −       | −     | −                | 3      | 14.     |
| 1966   | Rob Walker Racing Team                | Cooper T81   | Maserati 3.0 V12     | 7      | −     | −       | −       | −     | −                | 3      | 14.     |
| 1967   | Rob Walker Racing Team/Jack Durlacher | Cooper T81   | Maserati 3.0 V12     | 10     | −     | −       | −       | −     | −                | 6      | 12.     |
| 1968   | Rob Walker Racing Team/Jack Durlacher | Cooper T81   | Maserati 3.0 V12     | 1      | −     | −       | −       | −     | −                | 12     | 7.      |
| 1968   | Rob Walker Racing Team/Jack Durlacher | Lotus 49     | Ford-Cosworth 3.0 V8 | 5      | −     | −       | −       | −     | −                | 12     | 7.      |
| 1968   | Rob Walker Racing Team/Jack Durlacher | Lotus 49B    | Ford-Cosworth 3.0 V8 | 6      | 1     | −       | −       | 1     | 3                | 12     | 7.      |
| 1969   | Rob Walker Racing Team/Jack Durlacher | Lotus 49B    | Ford-Cosworth 3.0 V8 | 11     | −     | 1       | 1       | −     | −                | 15     | 9.      |
| 1970   | March Engineering                     | March 701    | Ford-Cosworth 3.0 V8 | 13     | −     | −       | −       | −     | −                | −      | −       |
| 1971   | Yardley Team B.R.M.                   | BRM P153     | BRM 3.0 V12          | 1      | −     | −       | −       | −     | −                | 19     | 5.      |
| 1971   | Yardley Team B.R.M.                   | BRM P160     | BRM 3.0 V12          | 10     | 1     | 1       | −       | 1     | 1                | 19     | 5.      |
| Gesamt | Gesamt                                | Gesamt       | Gesamt               | 96     | 2     | 2       | 2       | 2     | 4                | 68     |         |

#### Einzelergebnisse
| Saison | 1   | 2   | 3   | 4   | 5   | 6   | 7   | 8   | 9   | 10  | 11 | 12  | 13 |
| ------ | --- | --- | --- | --- | --- | --- | --- | --- | --- | --- | -- | --- | -- |
| 1962   |     |     |     |     |     |     |     |     |     |     |    |     |    |
|        | DNQ | 10  | DNF |     | 12  | DNQ |     |     |     |     |    |     |    |
| 1963   |     |     |     |     |     |     |     |     |     |     |    |     |    |
| DNF    | DNF | 7   | 6   | DNF | 9*  | DNF | DNF | 9   |     |     |    |     |    |
| 1964   |     |     |     |     |     |     |     |     |     |     |    |     |    |
| 8      | 13  | DNF | DNF | 11  | 4   | DNF | 7   | 3   | DNF |     |    |     |    |
| 1965   |     |     |     |     |     |     |     |     |     |     |    |     |    |
| 7      | 6   | 8   | 6   | 9   | 13  | DNF | DNF | 11  | 4   |     |    |     |    |
| 1966   |     |     |     |     |     |     |     |     |     |     |    |     |    |
| DNF    | DNF | DNF | NC  | DNF |     | DNF | 4   | DNF |     |     |    |     |    |
| 1967   |     |     |     |     |     |     |     |     |     |     |    |     |    |
| DNF    | DNF | 10  | 7   | 4   | DNF | DNF | DNS | DNF | 4   | 12* |    |     |    |
| 1968   |     |     |     |     |     |     |     |     |     |     |    |     |    |
| 7      | DNF | DNF | 7   | DNF | 11  | 1   | DNF | DNF | DNF | 5   | 6  |     |    |
| 1969   |     |     |     |     |     |     |     |     |     |     |    |     |    |
| 4      | DNF | 3   | 2   | 9   | 8   | 11  | 8*  | DNF | DNF | DNF |    |     |    |
| 1970   |     |     |     |     |     |     |     |     |     |     |    |     |    |
| 10     | DNQ | 8*  | 7*  | DNF | DNF | DNF | 8*  | 9   | DNF | DNF | 9  | DNF |    |
| 1971   |     |     |     |     |     |     |     |     |     |     |    |     |    |
| DNF    | DNF | DNF | 6   | 4   | 9   | DNF | 1   | 9   | 9   | 2   |    |     |    |

| Legende  | Legende            | Legende                                                          |
| Farbe    | Abkürzung          | Bedeutung                                                        |
| -------- | ------------------ | ---------------------------------------------------------------- |
| Gold     | –                  | Sieg                                                             |
| Silber   | –                  | 2. Platz                                                         |
| Bronze   | –                  | 3. Platz                                                         |
| Grün     | –                  | Platzierung in den Punkten                                       |
| Blau     | –                  | Klassifiziert außerhalb der Punkteränge                          |
| Violett  | DNF                | Rennen nicht beendet (did not finish)                            |
| Violett  | NC                 | nicht klassifiziert (not classified)                             |
| Rot      | DNQ                | nicht qualifiziert (did not qualify)                             |
| Rot      | DNPQ               | in Vorqualifikation gescheitert (did not pre-qualify)            |
| Schwarz  | DSQ                | disqualifiziert (disqualified)                                   |
| Weiß     | DNS                | nicht am Start (did not start)                                   |
| Weiß     | WD                 | zurückgezogen (withdrawn)                                        |
| Hellblau | PO                 | nur am Training teilgenommen (practiced only)                    |
| Hellblau | TD                 | Freitags-Testfahrer (test driver)                                |
| ohne     | DNP                | nicht am Training teilgenommen (did not practice)                |
| ohne     | INJ                | verletzt oder krank (injured)                                    |
| ohne     | EX                 | ausgeschlossen (excluded)                                        |
| ohne     | DNA                | nicht erschienen (did not arrive)                                |
| ohne     | C                  | Rennen abgesagt (cancelled)                                      |
| ohne     | keine WM-Teilnahme |                                                                  |
| sonstige | P/fett             | Pole-Position                                                    |
| sonstige | 1/2/3/4/5/6/7/8    | Punktplatzierung im Sprint-/Qualifikationsrennen                 |
| sonstige | SR/kursiv          | Schnellste Rennrunde                                             |
| sonstige | *                  | nicht im Ziel, aufgrund der zurückgelegten Distanz aber gewertet |
| sonstige | ()                 | Streichresultate                                                 |
| sonstige | unterstrichen      | Führender in der Gesamtwertung                                   |

### Le-Mans-Ergebnisse
| Jahr | Team                       | Fahrzeug                 | Teamkollege      | Platzierung            | Ausfallsgrund    |
| ---- | -------------------------- | ------------------------ | ---------------- | ---------------------- | ---------------- |
| 1965 | Johnny Simone              | Maserati Tipo 65         | Jochen Neerpasch | Ausfall                | Unfall           |
| 1966 | Porsche System Engineering | Porsche 906/6L Carrera 6 | Colin Davis      | Rang 4 und Klassensieg |                  |
| 1967 | Porsche System Engineering | Porsche 907/6L           | Hans Herrmann    | Rang 5 und Klassensieg |                  |
| 1968 | Porsche System Engineering | Porsche 908              | Hans Herrmann    | Ausfall                | Kupplungsschaden |
| 1969 | Hart Ski Racing            | Porsche 908/02 LH        | Brian Redman     | Ausfall                | Getriebeschaden  |
| 1970 | John Wyer Automotive       | Porsche 917K             | Brian Redman     | Ausfall                | Motorschaden     |
| 1971 | John Wyer Automotive       | Porsche 917K             | Derek Bell       | Ausfall                | Kurbelwelle      |

### Sebring-Ergebnisse
| Jahr | Team                              | Fahrzeug        | Teamkollege    | Teamkollege     | Platzierung | Ausfallgrund      |
| ---- | --------------------------------- | --------------- | -------------- | --------------- | ----------- | ----------------- |
| 1966 | Charles Vögele                    | Porsche 906     | Charles Vögele |                 | Rang 6      |                   |
| 1967 | Porsche Auto                      | Porsche 910     | Hans Herrmann  |                 | Rang 4      |                   |
| 1968 | Porsche Automobile Co.            | Porsche 907 2.2 | Hans Herrmann  |                 | Gesamtsieg  |                   |
| 1969 | Porsche System Engineering Ltd.   | Porsche 908/02  | Brian Redman   |                 | Ausfall     | Chassis gebrochen |
| 1970 | J. W. Automotive Engineering Ltd. | Porsche 917K    | Leo Kinnunen   | Pedro Rodríguez | Rang 4      |                   |
| 1971 | J. W. Automotive Engineering Ltd. | Porsche 917K    | Derek Bell     |                 | Rang 5      |                   |

### Einzelergebnisse in der Sportwagen-Weltmeisterschaft
| Saison | Team                                                                  | Rennwagen                                | 1   | 2   | 3   | 4   | 5   | 6   | 7   | 8   | 9   | 10  | 11  | 12  | 13  | 14  | 15  | 16  | 17  | 18  | 19  | 20  | 21  | 22  |
| ------ | --------------------------------------------------------------------- | ---------------------------------------- | --- | --- | --- | --- | --- | --- | --- | --- | --- | --- | --- | --- | --- | --- | --- | --- | --- | --- | --- | --- | --- | --- |
| 1961   | Robert Jenny                                                          | Ferrari 500TRC                           | SEB | TAR | NÜR | LEM | PES |     |     |     |     |     |     |     |     |     |     |     |     |     |     |     |     |     |
| 1961   | Robert Jenny                                                          | Ferrari 500TRC                           | 15  |     |     |     |     |     |     |     |     |     |     |     |     |     |     |     |     |     |     |     |     |     |
| 1963   | Scuderia Filipinetti Jo Siffert                                       | Ferrari 250 GTO Lotus                    | DAY | SEB | SEB | TAR | SPA | MAI | NÜR | CON | ROS | LEM | MON | WIS | TAV | FRE | CCE | RTT | OVI | NÜR | MON | MON | TDF | BRI |
| 1963   | Scuderia Filipinetti Jo Siffert                                       | Ferrari 250 GTO Lotus                    |     |     |     |     | 3   |     |     |     |     |     |     |     |     |     |     |     | DNF |     |     |     |     |     |
| 1964   | Heinz Schiller Carroll Shelby International Maranello Concessionaires | Porsche 904 Shelby Cobra Ferrari 250 GTO | DAY | SEB | TAR | MON | SPA | CON | NÜR | ROS | LEM | REI | FRE | CCE | RTT | SIM | NÜR | MON | TDF | BRI | BRI | PAR |     |     |
| 1964   | Heinz Schiller Carroll Shelby International Maranello Concessionaires | Porsche 904 Shelby Cobra Ferrari 250 GTO |     |     |     |     |     |     | 8   |     |     | DNF | 20  |     |     |     |     |     | DNF |     |     |     |     |     |
| 1965   | Johnny Simone                                                         | Maserati Tipo 65                         | DAY | SEB | BOL | MON | MON | RTT | TAR | SPA | NÜR | MUG | ROS | LEM | REI | BOZ | FRE | CCE | OVI | NÜR | BRI | BRI |     |     |
| 1965   | Johnny Simone                                                         | Maserati Tipo 65                         |     |     |     |     |     |     |     |     | DNF |     |     |     |     |     |     |     |     |     |     |     |     |     |
| 1966   | Charles Vögele Porsche                                                | Porsche 906                              | DAY | SEB | MON | TAR | SPA | NÜR | LEM | MUG | CCE | HOK | SIM | NÜR | ZEL |     |     |     |     |     |     |     |     |     |
| 1966   | Charles Vögele Porsche                                                | Porsche 906                              |     | 6   | 5   |     |     | DNF | 4   | DNF |     |     |     |     | 2   |     |     |     |     |     |     |     |     |     |
| 1967   | Porsche                                                               | Porsche 910 Porsche 907                  | DAY | SEB | MON | SPA | TAR | NÜR | LEM | HOK | MUG | BRH | CCE | ZEL | OVI | NÜR |     |     |     |     |     |     |     |     |
| 1967   | Porsche                                                               | Porsche 910 Porsche 907                  | 4   | 4   | 5   | 2   | 6   | DNF | 5   |     | DNF | 3   |     |     |     |     |     |     |     |     |     |     |     |     |
| 1968   | Porsche                                                               | Porsche 907 Porsche 908                  | DAY | SEB | BRH | MON | TAR | NÜR | SPA | WAT | ZEL | LEM |     |     |     |     |     |     |     |     |     |     |     |     |
| 1968   | Porsche                                                               | Porsche 907 Porsche 908                  | 1   | 1   | DNF | 19  | 18  | 1   |     | 6   | 1   | DNF |     |     |     |     |     |     |     |     |     |     |     |     |
| 1969   | Porsche Hart Ski Racing Porsche Holding Karl von Wendt                | Porsche 908 Porsche 917                  | DAY | SEB | BRH | MON | TAR | SPA | NÜR | LEM | WAT | ZEL |     |     |     |     |     |     |     |     |     |     |     |     |
| 1969   | Porsche Hart Ski Racing Porsche Holding Karl von Wendt                | Porsche 908 Porsche 917                  | DNF | DNF | 1   | 1   |     | 1   | 1   | DNF | 1   | 1   |     |     |     |     |     |     |     |     |     |     |     |     |
| 1970   | J. W. Engineering                                                     | Porsche 917 Porsche 908                  | DAY | SEB | BRH | MON | TAR | SPA | NÜR | LEM | WAT | ZEL |     |     |     |     |     |     |     |     |     |     |     |     |
| 1970   | J. W. Engineering                                                     | Porsche 917 Porsche 908                  | 2   | 4   | DNF | 12  | 1   | 1   | DNF | DNF | 2   | 1   |     |     |     |     |     |     |     |     |     |     |     |     |
| 1971   | J. W. Automotive                                                      | Porsche 917 Porsche 908                  | BUA | DAY | SEB | BRH | MON | SPA | TAR | NÜR | LEM | ZEL | WAT |     |     |     |     |     |     |     |     |     |     |     |
| 1971   | J. W. Automotive                                                      | Porsche 917 Porsche 908                  | 1   | DNF | 5   | 3   | 2   | 2   | DNF | 2   | DNF | DNF | 2   |     |     |     |     |     |     |     |     |     |     |     |